# Crise politique belge de 2007-2011
La crise politique belge de 2007-2011 désigne une période de tensions communautaires et d'instabilité politique en Belgique, provoquée par des opinions divergentes sur les réformes de l'État et sur l'existence persistance de la circonscription électorale controversée de Bruxelles-Hal-Vilvorde (BHV). Les partis flamands sont généralement partisans d'une régionalisation et d'une communautarisation accrues des compétences ainsi que d'une scission de BHV tandis que les partis francophones soutiennent davantage le statu quo.
Après les élections législatives fédérales de 2010, les sujets de la dette publique, de la réduction des déficits et des réformes socioéconomiques ont été de nouveaux sujets de tensions, la majeure partie des partis flamands privilégiant des coupes dans les dépenses publiques afin de faire des économies budgétaires tandis que les propositions des partis francophones comprenaient des augmentations significatives de la fiscalité.
La crise s'est achevée en décembre 2011 avec la prestation de serment du gouvernement Di Rupo qui est parvenu à un accord sur la scission de BHV ainsi que sur des politiques visant à lutter contre la récession économique. Le clivage linguistique du pays, depuis longtemps source de tensions politiques, a joué un rôle majeur dans cette crise. La menace de la scission de la Belgique a été récurrente durant ces quatre années, notamment avec la montée en puissance du nationalisme flamand.
La crise a éclaté à l'été 2007 à la suite de la victoire électorale du cartel CD&V/N-VA, qui soutenait une large réforme de l'état et la scission immédiate de BHV. Après 194 jours de négociations souvent tendues, un nouveau gouvernement a finalement pu être formé. En décembre 2008, une nouvelle crise éclate à la suite de l'affaire Fortis, déstabilisant le pays et amenant à la démission du Premier ministre Yves Leterme. Le nouveau gouvernement dirigé par Herman Van Rompuy a permis une brève période de stabilité, mais qui a été interrompue lorsque Van Rompuy démissionne pour devenir le premier Président du Conseil européen. Le gouvernement Leterme II qui lui succède tombe en avril 2010 à la suite du manque de progrès sur la question de BHV.
Des élections anticipées ont lieu en juin 2010, conduisant à une victoire en Flandre de la N-VA, parti conservateur et séparatiste, tandis que le PS, favorable à l'unité de la Belgique, a gagné du côté francophone. Les divergences majeures entre les deux gagnants des élections sur les questions communautaires et socioéconomiques ont conduit les négociations à durer plus de 541 jours, battant ainsi le record mondial de durée nécessaire à la formation d'un gouvernement tenu jusqu'alors par l'Irak. Le 13 septembre 2011, il est annonce qu'Yves Leterme souhaite postuler comme secrétaire général de l'OCDE en 2012, bien qu'il semble alors peu probable qu'il puisse quitter son poste de Premier ministre en affaires courantes avant la fin de l'année. Cependant, un nouveau gouvernement prête serment le 6 décembre 2011 avec Elio Di Rupo à sa tête.

## Les élections fédérales de 2007 et leurs conséquences

### Élections fédérales
Du côté flamand, le cartel électoral unissant le CD&V et la N-VA a gagné de nombreuses voix par rapport aux élections de 2003. La liste CD&V/N-VA était dirigée par Yves Leterme et est devenue la plus grande formation politique de Belgique, ce qui l'a par conséquent conduit à diriger les discussions pour former un nouveau gouvernement. Pendant la campagne, le cartel a insisté lourdement sur la nécessité d'une profonde réforme de l'État.
Du côté francophone, le MR a réussi à prendre la première place longuement détenue par le PS, même si ce dernier reste malgré tout puissant.

### Négociations gouvernementales
Après les élections, une coalition rassemblant les démocrates chrétiens et les libéraux a été envisagée. La nécessité d'une nouvelle réforme de l'État n'étant pas perçue de la même manière des deux côtés de la frontière linguistique, il a fallu 196 jours de discussions aux partis pour former un gouvernement intérimaire. Il s'agissait alors du record belge de durée de formation de gouvernement.

### Verhofstadt III
Le 17 décembre 2007, Albert II demande au Premier ministre sortant Guy Verhofstadt de former un gouvernement intérimaire qui démissionnerait le 23 mars 2008 avant qu'Yves Leterme ne prenne le relais. L'incertitude politique a cependant été accrue lorsqu'Yves Leterme a été hospitalisé en février 2008. Bien qu'étant resté plusieurs jours à l'hôpital, il était cependant apparu assez vite que sa santé ne l'empêcherait pas d'assumer ses fonctions.
Un premier accord préliminaire a été obtenu le 25 février 2008. Celui-ci stipulait que certaines compétences liées à l'industrie et au logement seraient transférées du fédéral aux régions. Des mesures seraient également prises afin de renforcer la coopération interrégionale.

### Leterme I
Un accord officiel de coalition a été signé le 18 mars 2008. Yves Leterme prête serment le 20 mars 2008. Cependant, le 14 juillet 2008, après l'échec de mois de négociations sur les réformes constitutionnelles et BHV, Leterme donne la démission de son gouvernement à Albert II. Après une série de consultations, le Roi refuse cependant la démission du gouvernement. Le Palais royal annonce alors que le Roi a demandé aux deux ministres d'État francophones François-Xavier de Donnea (MR) et Raymond Langendries (cdH) ainsi qu'au ministre-président de la Communauté germanophone, Karl-Heinz Lambertz (SP), d'établir un rapport sur la manière de lancer des discussions sur des réformes institutionnelles,. Ces derniers font leur rapport au Roi le 19 septembre 2008 et en révèlent une page afin de forcer les partis à rester à la table des négociations. Quelques heures plus tard à peine, Didier Reynders crée une crise politique au sein du gouvernement flamand après avoir tenu des déclarations controversées. Le 21 septembre 2008, la N-VA retire son soutien du gouvernement fédéral en déclarant que les 15 mois de négociations n'étaient pas parvenus à obtenir de réforme de l'État, plongeant à nouveau le pays dans la crise. Sous pression des socialistes et des libéraux présents au sein de la coalition, Geert Bourgeois, seul ministre N-VA du gouvernement flamand, démissionne.
Le 19 décembre 2008, Leterme donne à nouveau la démission de son gouvernement à Albert II, qui l'accepte le 22 décembre. Cette démission a été donnée à la suite de la divulgation de tentatives du gouvernement d'influencer le verdict de l'affaire Fortis.

### Van Rompuy
Après la démission de Leterme et de son gouvernement, Albert II consulte plusieurs chefs de partis et hommes politiques. Il demande alors à Wilfried Martens, ancien Premier ministre belge dans les années 1980 et 1990 et alors président du Parti Populaire Européen, de consulter les différents partis politiques et de préparer le terrain à un nouveau gouvernement d'urgence. Le consensus général est qu'un gouvernement devrait tenir jusqu'aux élections régionales et européennes de juin 2009 ou, si possible, jusqu'aux prochaines élections fédérales de 2011. Le 28 décembre, Albert II demande à Herman Van Rompuy de former un nouveau gouvernement qui rassemblerait les partis alors au pouvoir. Le gouvernement Van Rompuy prête serment le 30 décembre 2008.
Herman Van Rompuy démissionne cependant en novembre 2009, celui-ci devant prendre la tête du Conseil européen

### Leterme II
Après la démission de Van Rompuy, Yves Leterme le remplace. Cependant, quelques mois plus tard à peine, son gouvernement tombe sur la question de BHV.

## Élections fédérales de 2010 et leurs conséquences

### Contexte des élections fédérales de 2010

Carte des régions de Belgique
Région Bruxelles-Capitale
Région flamande
Région wallonne

La Belgique connaît une asymétrie économique, idéologique et politique grandissante entre le Nord et le Sud du pays. Cette crise politique est le résultat de plusieurs événements politiques qui se sont succédé durant les années précédentes. Les élections législatives fédérales belges du 13 juin 2010 ont encore creusé l'écart entre les différents partis. En effet, si le PS remporte le scrutin en Wallonie, c'est la N-VA, parti nationaliste de droite, qui effectue une percée fulgurante en Flandre, notamment grâce à la popularité du président du parti Bart De Wever. Le PS est attaché à l'unité du pays et se situe clairement à la gauche de l'échiquier politique, la N-VA a pour but la séparation de la Belgique et la création d'une république flamande et souscrit aux thèses néolibérales du point de vue socio-économique[réf. nécessaire]. Ces deux partis que tout oppose sont cependant, de l'avis de tous les observateurs, condamnés à s'entendre pour former un gouvernement. En effet, les partis flamands, tétanisés par l'ampleur de la victoire des nationalistes, et en particulier le CD&V, exigent la présence de la N-VA au gouvernement. De même, la configuration politique en Wallonie, très marquée à gauche, rend extrêmement complexe la formation d'un gouvernement sans les socialistes.

### Déroulement de la formation

#### Chronologie de la formation
Durant presque deux mois, les négociations sont acharnées. Elio Di Rupo dépose une proposition de réforme institutionnelle reprenant de nombreux transferts de compétence. Cette proposition est acceptée comme base de travail par l'ensemble des partis autour de la table des négociations, à l'exception de la N-VA et du CD&V. À la suite de ces deux refus, Elio Di Rupo remet sa démission au roi le 3 septembre 2010-.
Depuis le week-end du samedi 4 septembre 2010, les partis francophones n'hésitent plus à parler d'une fin possible pour le pays, tant les négociations pour la formation d'un nouveau gouvernement sont bloquées,. Pendant ce temps, le gouvernement démissionnaire d'Yves Leterme continue de gérer les affaires courantes.
Le 25 décembre 2010, cette crise devient la plus longue de l'histoire politique belge avec 195 jours sans gouvernement,[source insuffisante],.
Le 2 février 2011, alors que les négociations en vue de la formation d'un nouveau gouvernement n'aboutissent pas, le roi demande à Yves Leterme, toujours Premier ministre du gouvernement d'affaires courantes, d'établir un budget pour 2011. Bien que la marge de manœuvre de ce gouvernement soit, en théorie, réduite depuis les élections de juin 2010, le roi l'encourage à prendre plus de mesures dans les domaines économiques, sociaux, financiers et structurels.
Le 17 février 2011, la Belgique bat le record du monde de la crise politique la plus longue. Dépassant l'Irak, la Belgique atteint à cette date les 249 jours de blocage politique. Les 541 jours séparant la démission du gouvernement Leterme II de la formation du gouvernement Di Rupo constituent la plus longue crise politique de l'histoire contemporaine européenne. Cela dépasse le précédent record de 290 jours sans gouvernement, détenu alors par l'Irak et battu le 30 mars 2011,. Le 25 août 2018, ce nombre de jours est dépassé en Irlande du Nord, alors sans gouvernement depuis janvier 2017.
Le 16 mai 2011, le roi nomme Elio Di Rupo formateur, l'invitant à faire tout son possible pour former un gouvernement. Cependant, bon nombre de journaux flamands comme francophones ont exprimé leur scepticisme dans le succès de cette mission. Di Rupo souhaite d'abord trouver un point d'entente entre les différents partis au niveau socio-économique et institutionnel. Cette note formerait alors une base de négociation sur laquelle pourra s'aligner chaque parti.
Le 6 décembre 2011, le gouvernement Di Rupo prête enfin serment.
Pendant les 541 jours de négociations, de nombreuses personnalités ont échoué à obtenir un accord jusqu'à ce qu'Elio Di Rupo y parvienne. En voici la liste :
- Bart De Wever (président de la N-VA) en tant qu'informateur : 17 juin 2010 - 8 juillet 2010
- Elio Di Rupo (président du PS) en tant que préformateur : 9 juillet 2010 - 3 septembre 2010
- Danny Pieters (N-VA, président du Sénat) et André Flahaut (PS, président de la Chambre) en tant que médiateurs : 4 septembre 2010 - 5 octobre 2010
- Bart De Wever en tant que clarificateur : 8 octobre 2010 - 18 octobre 2010
- Johan Vande Lanotte (ancien président du sp.a) en tant que médiateur : 21 octobre 2010 - 26 janvier 2011
- Didier Reynders (président du MR) en tant qu'informateur : 2 février 2011 - 1er mars 2011
- Wouter Beke (président du CD&V) en tant que négociateur : 2 mars 2011 - 12 mai 2011
- Elio Di Rupo en tant que formateur : 16 mai 2011 - 6 décembre 2011

#### Bart De Wever informateur

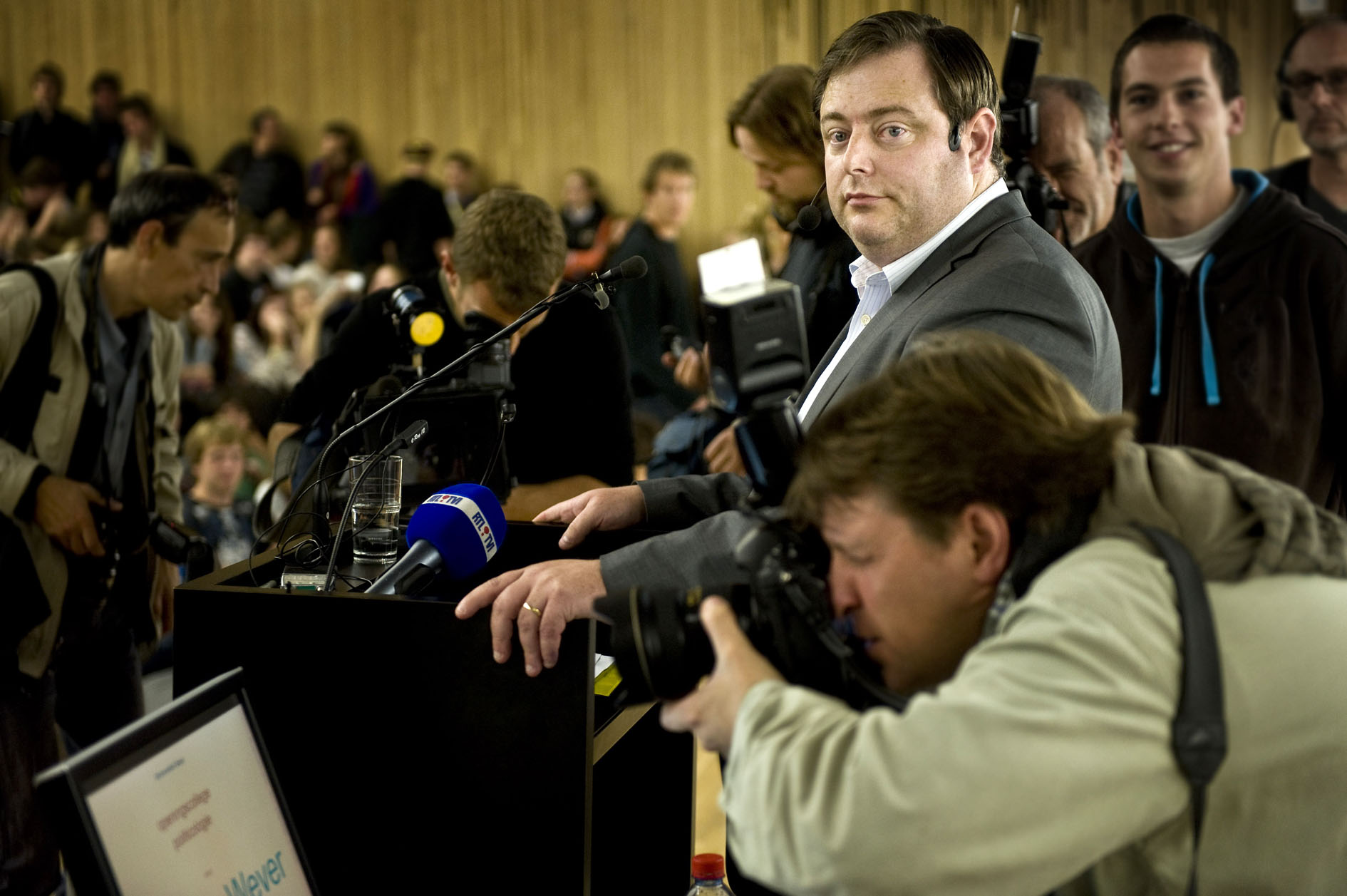
Bart De Wever.

Le 17 juin 2010, le roi Albert II nomme Bart De Wever informateur, après avoir reçu successivement les vainqueurs des élections, à savoir le dernier nommé, président de la N-VA, et Elio Di Rupo, président du PS. Du côté francophone, le PS se montre positif à cette nomination et partage sa disposition à collaborer, le cdH prône une grande discrétion afin de favoriser les négociations, Ecolo, quant à lui, exige l'inclusion de Groen! aux négociations. Après sa nomination, Bart De Wever annonce qu'il s'attaquera aux trois grandes questions suivantes :
- Comment aborder les problèmes financiers du pays ?
- Comment introduire des réformes institutionnelles ?
- Comment renforcer le tissu socio-économique ?

Le 8 juillet 2010, Bart De Wever remet son bilan au roi, qui l'a ensuite déchargé de sa mission d'informateur. D'après De Wever, il était encore trop tôt pour former un gouvernement, les convergences entre les partis étant insuffisantes,.

#### Elio Di Rupo préformateur

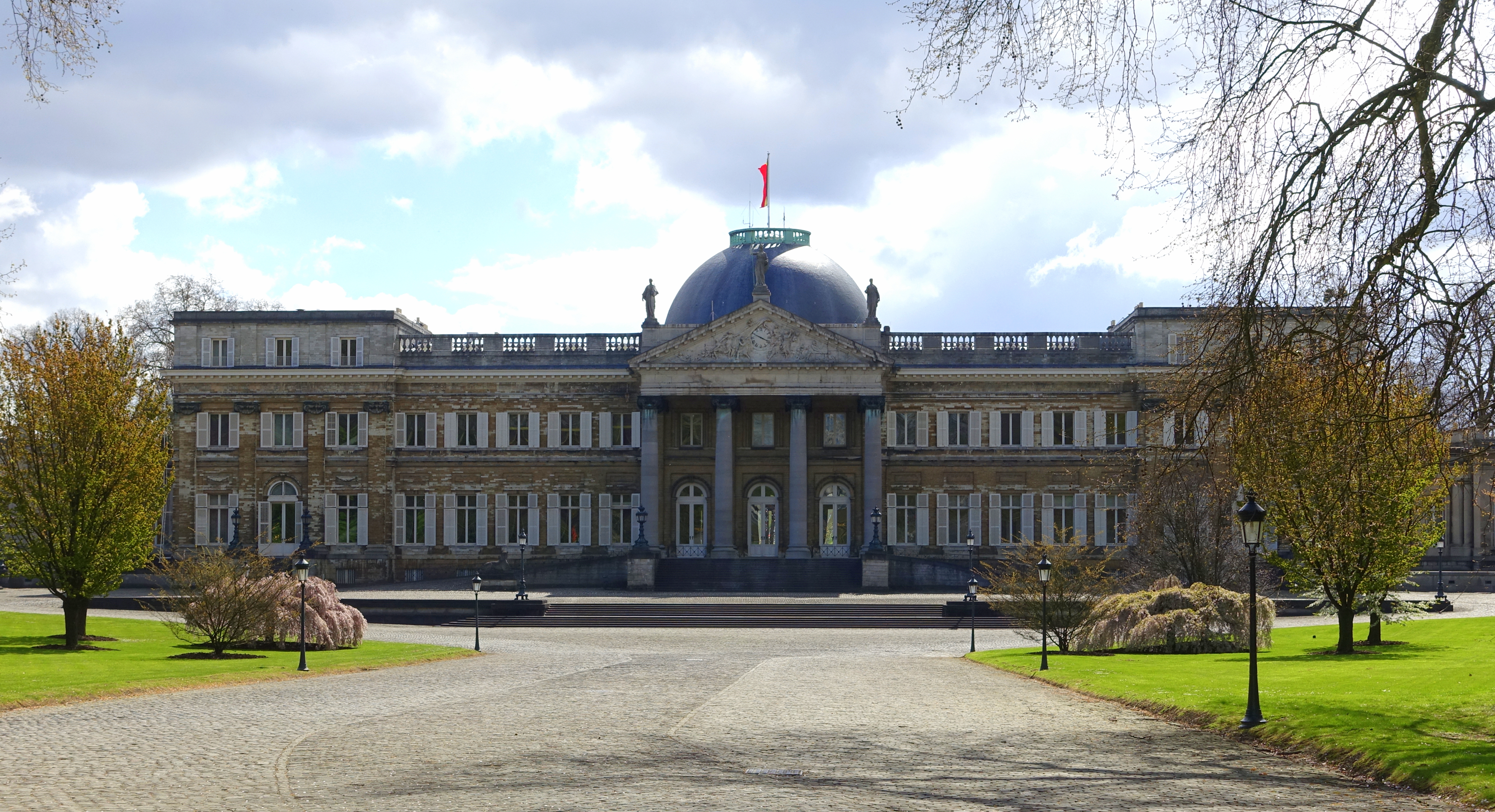
Le château royal de Laeken.

Le soir du 8 juillet, après que le roi a déchargé De Wever de sa mission, Elio Di Rupo est assigné à la tâche de préformateur. Di Rupo reprend le même agenda que son prédécesseur, devant trouver des convergences entre les différents partis autour des trois grands problèmes déjà taclés par le président de la N-VA : l'assainissement des finances publiques, le tissu socio-économique et la réforme institutionnelle.
Le 29 août, Elio Di Rupo se rend à Laeken pour remettre sa démission au roi, qui la refuse et demande au président du PS de trouver un compromis au niveau communautaire, notamment en ce qui concerne BHV et le financement de Bruxelles. À 18 h se réunissent alors les négociateurs pour tenter de trouver finalement une solution. Quelques heures plus tard, Di Rupo propose la scission de BHV, un refinancement de 500 millions par an pour Bruxelles, et 15 milliards de transferts de compétences aux régions. Malgré l'accord des partis flamands de gauche SP.a et Groen!, la proposition est rejetée, jugée insuffisante par la N-VA et le CD&V.

#### André Flahaut et Danny Pieters médiateurs
Le 4 septembre, le roi reçoit André Flahaut, président de la Chambre, et Danny Pieters, président du Sénat. Il les charge d'une mission de médiation après avoir déchargé Elio Di Rupo de sa mission. Le lendemain de la nomination, Flahaut et Pieters se retrouvent pour mettre au point une méthode de travail et annoncent qu'ils recevront les sept partis concernés par les négociations. Le 4 octobre, Bart De Wever rompt les négociations et déclare qu'elles ont échoué. Il invite « tous les partis » à « remettre les compteurs à zéro », avec confiance, dans les débats sur la réforme de l'État et la formation d'un gouvernement,,. Les partis francophones concernés par les négociations (PS, Ecolo et cdH) estiment pourtant que l'occasion se présentait de « transformer en profondeur la Belgique et d'accorder plus d'autonomie aux trois régions de notre pays, ». De son côté, Bart de Wever déclare que les concessions faites par les francophones lors des discussions sont « des pas de nains de jardin » aux yeux des flamands. Des observateurs lisent aussi dans cette rupture la volonté du président de la N-VA de faire venir les partis libéraux à la table des négociations.

#### Bart De Wever clarificateur
Le 8 octobre 2010, soit 117 jours après les dernières élections en Belgique, le roi Albert II confie une mission de clarification de dix jours à Bart de Wever sur les points difficiles, comme le statut de Bruxelles-Hal-Vilvorde, les transferts financiers vers les régions et l'attribution de nouvelles compétences aux entités fédérées,. Le 17 octobre, ce dernier rend une note qui établit les concessions maximales que la N-VA est prête à faire. Ce rapport est jugé inacceptable, car trop peu consensuel, par les partis francophones.

#### Johan Vande Lanotte conciliateur
Le roi donne, le 21 octobre, une mission de conciliation au socialiste flamand Johan Vande Lanotte. Son but est de restaurer la confiance et de relancer, à terme, les discussions de fond entre les sept partis qui étaient impliqués dans les négociations. Le 3 janvier 2011, après dix semaines de discussions avec les différents hommes politiques, Johan Vande Lanotte transmet aux partis une note détaillée de soixante pages jetant les bases de nouvelles négociations. Cinq partis (le PS, le sp.a, Ecolo, Groen! et le cdH) accueillent favorablement cette synthèse. Mais le 5 janvier, le CD&V réclame des adaptations de cette note et la N-VA de Bart de Wever dit avoir des « réserves fondamentales » à formuler. Ces deux partis n'envisagent donc pas de reprise immédiate des négociations,.
Dans les jours qui suivent, le CD&V revient en partie sur sa position et manifeste plus de confiance dans la mission du conciliateur,. La pression des médias et des milieux économiques se fait aussi plus importante pour qu'un gouvernement soit mis en place et donne un gage de stabilité aux investisseurs,,. La N-VA se dit prête à abandonner des revendications sur certains champs de compétences mais veut aussi des concessions plus importantes dans des domaines plus précis comme l'arrondissement de Bruxelles-Hal-Vilvorde et la politique socio-économique,.
Le 11 janvier, le roi demande à Johan Vande Lanotte de poursuivre sa mission avec pour interlocuteurs principaux les deux présidents des partis vainqueurs des élections de juin, Elio Di Rupo et Bart de Wever. Le 26 janvier, Johan Vande Lanotte remet à nouveau sa démission au roi, déclarant qu'« Il n'a pas été possible de ramener les 7 partis autour de la table des négociations ». Sa démission est acceptée par Albert II qui procède ensuite à de nouvelles consultations.

#### Didier Reynders informateur
Le 2 février, le roi demande, en raison de la longueur de la crise, à Yves Leterme, toujours Premier ministre du gouvernement d'affaires courantes, d'établir un budget pour 2011. Bien que les compétences de ce gouvernement soient en théorie réduites depuis les élections de juin 2010, le roi l'appelle à prendre plus de mesures sur le plan économique, social, financier et structurel. Parallèlement, Albert II confie au libéral francophone Didier Reynders (MR) une mission d'information sur les possibilités d'arriver à un accord institutionnel. À la suite de leurs défaites aux élections, les libéraux étaient jusque-là absents des discussions. Il remet son rapport au roi le 2 mars 2011.

#### Wouter Beke médiateur
Une mission de médiation est cette fois confiée à Wouter Beke, le président du CD&V . Cette mission se prolonge jusqu'au 12 mai 2011 sans que des progrès notables ne soient enregistrés.

#### Elio Di Rupo formateur

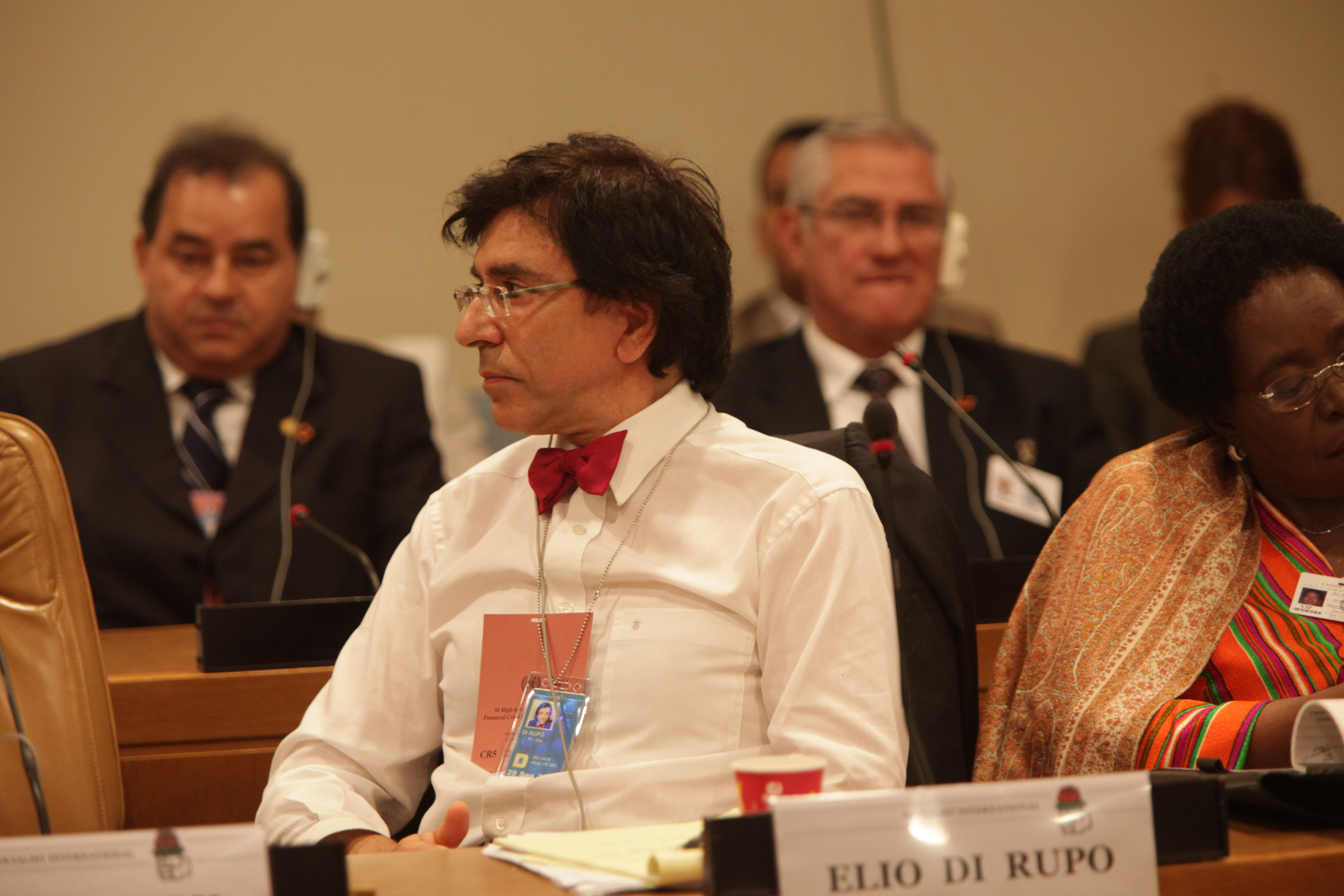
Elio Di Rupo.

Le 16 mai 2011, le roi nomme Elio Di Rupo formateur, l'invitant à faire tout son possible pour former un gouvernement. Cependant, bon nombre de journaux flamands comme francophones ont exprimé leur scepticisme dans le succès de cette mission. Di Rupo souhaite d'abord trouver un point d'entente entre les différents partis au niveau socio-économique et institutionnel. Cette note formerait alors une base de négociation sur laquelle pourra s'aligner chaque parti.
Le 31 mai, le formateur Elio Di Rupo se rend chez le roi pour faire un compte rendu intermédiaire des négociations, car il doit subir une opération des cordes vocales le lendemain, une opération chirurgicale qui le laissera sans voix pendant une semaine. Di Rupo a terminé sa série de rencontres bilatérales avec les présidents des neuf partis participant aux négociations (N-VA, PS, MR, CD&V, Open Vld, sp.a, cdH, Ecolo et Groen!).
Un an après les élections de 2010, le journal De Standaard mène avec la VRT un sondage de popularité des partis politiques flamands. En tête vient la N-VA, avec 33,5 %, soit une progression de 5,3 % par rapport à l'année précédente, malgré l'impasse politique. « Groen! » atteint les 9,2 %, marquant une progression significative. Le CD&V maintient les 17,5 % de 2010, tout comme SP.a, qui gagne à peine 1 % et atteint les 14,6 %. Open VLD connaît un record très mauvais, avec une baisse de 2 %.
Le 4 juillet, Elio Di Rupo remet au roi sa note de base, prévue comme point de départ pour la formation du gouvernement fédéral. Voici les points abordés par la note :
- Assainissement budgétaire de 22 milliards pour 2015, grâce à 37 % de réduction des dépenses et 27 % d'augmentation des recettes.
- Scission de BHV, avec des compensations pour les six communes à facilités autour de Bruxelles et sans compensation pour les autres communes faisant partie de l'arrondissement.
- Refinancement de Bruxelles, notamment grâce au transfert de certaines compétences à la Région bruxelloise.
- Transfert de compétences : emploi, soins de santé et allocations familiales.
- Autonomie fiscale des Régions.
- Réforme du marché du travail visant à faire diminuer le taux de chômage.
- Création d'une circonscription fédérale unique.
- Sénat comme organe représentant les Régions et les Communautés.

Trois jours plus tard, Bart De Wever annonce que la N-VA rejette la note Di Rupo.

##### Spéculations sur la possible scission de la Belgique
Fin juillet 2011, tandis que la formation gouvernementale pataugeait depuis plus d'un an, les dirigeants du Rassemblement wallon (parti régionaliste n'ayant aucun siège au Parlement) ont rencontré des représentants de l'UMP, parti du Président français Nicolas Sarkozy alors en fonction, ainsi que du PS français. Ces discussions ont conclu que, dans l'éventualité d'une scission de la Belgique, la Wallonie deviendrait la 28e région de France. Un sondage du quotidien français Le Figaro annonçait qu'environ 50% des Wallons et 66% des Français étaient favorables à ce plan.
Le ministre belge du Climat et de l'Énergie, Paul Magnette, a également suggéré la possibilité d'intégrer la Wallonie à l'Allemagne à la place de la France si la crise belge dégénérait. Bien que les habitants des cantons de l'Est soient germanophones, la majeure partie des Wallons sont francophones. Est alors apparue la possibilité que, dans le cas d'un rattachement de la Wallonie à la France, la Communauté germanophone serait quant à elle rattachée à l'Allemagne.

##### Accords institutionnels
Le 14 septembre 2011, huit partis flamands et wallons se sont finalement entendus sur un projet d'accord sur l'arrondissement de Bruxelles-Hal-Vilvorde. Il y aurait une scission de l'arrondissement électoral et un dédoublement de l'arrondissement judiciaire de Bruxelles-Hal-Vilvorde (BHV) ; en revanche, les facilités et l'ensemble des droits électoraux dont bénéficient les habitants francophones des six communes de la périphérie bruxelloise seraient maintenus. Le Sénat fédéral deviendrait une assemblée des régions,.
Le 25 septembre 2011, un accord est conclu concernant la réforme de la loi spéciale de financement, qui détermine les montants alloués aux entités fédérées (Régions et Communautés) de la Belgique. Cet accord prévoit un accroissement substantiel mais encadré de l'autonomie fiscale des entités pour un montant de 10,7 milliards d'euros.
Le 8 octobre 2011, les mêmes partis ont annoncé un accord global pour une réforme institutionnelle, comprenant notamment un réaménagement des institutions fédérales. La durée de la législature nationale sera portée de 4 à 5 ans. Dans la périphérie flamande de Bruxelles (en dehors des communes à facilités), les droits linguistiques et administratifs spéciaux des habitants francophones devraient être supprimés pour la plus grande part. Des vitesses maximales différentes pourront être fixées sur les routes. La sécurité civile (pompiers et protection civile), par contre, ne sera pas divisée.

##### Négociations socio-économiques
À la suite de la conclusion d'un accord institutionnel sur la sixième réforme de l'État, il est enfin possible de former un gouvernement proprement dit consacré aux problèmes socio-économiques que traverse le pays. À la suite des exigences émanant du parti libéral flamand, l'Open VLD, les partis écologistes sont exclus de la suite des négociations. La formation du gouvernement consiste à rassembler le point de vue des six partis autour de la table, à savoir les familles politiques traditionnelles : socialistes (PS et sp.a), libéraux (MR et Open VLD) et chrétien-démocrate/humaniste (CD&V et cdH). Étant donné la situation budgétaire dans le pays à la suite de la crise de la zone euro, notamment au sauvetage des banques qui lui a coûté 17,6 milliards d’euros, la droite souhaite faire des coupes budgétaires à raison de 11 milliards d'euros. L'épure budgétaire proposée par le formateur Elio Di Rupo est battue en brèche par les libéraux, qui considèrent que la proposition fait la part trop belle à de nouvelles recettes et à de nouvelles taxes. Après plusieurs semaines de négociations sous la pression de l'Union européenne et la menace des marchés financiers, le formateur revient avec une ultime proposition le 21 novembre 2011, qu'il présente comme un ultime effort de compromis. Cette proposition est acceptée par les partis socialistes, le CD&V et le cdH. Elle est, par contre, refusée ou considérée comme insuffisante par les partis libéraux. Constatant le blocage complet des négociations, Elio Di Rupo se présente chez le roi pour présenter sa démission en tant que formateur.
Le 25 novembre, Standard & Poor's annonce la dégradation du rating de la Belgique, qui passe de AA+ à AA. En parallèle, les taux d'intérêt payés par l'État belge sur les marchés financiers s'envolent. Le 26 novembre 2011, un accord avec les représentants des six partis qui participent aux négociations gouvernementales est trouvé et le roi charge Di Rupo de former un gouvernement le plus rapidement possible.

### Dénouement
L'accord entre partis acceptant de participer au gouvernement (177 pages) est publié le 2 décembre 2011.
Un gouvernement a été formé le 6 décembre 2011, soit 18 mois après les élections législatives du 13 juin 2010.
Le 10 décembre 2011, la Chambre des représentants vote la confiance au gouvernement Di Rupo par 89 voix pour, 54 contre et 7 non-votants.

### Réactions citoyennes
Le 21 janvier entre dans la scène politique la plate-forme « Niet in Onze Naam/Pas en Notre Nom » avec l'accueil de personnalités belges au KVS, invitées à exprimer leur avis au sujet de l'impasse politique. 

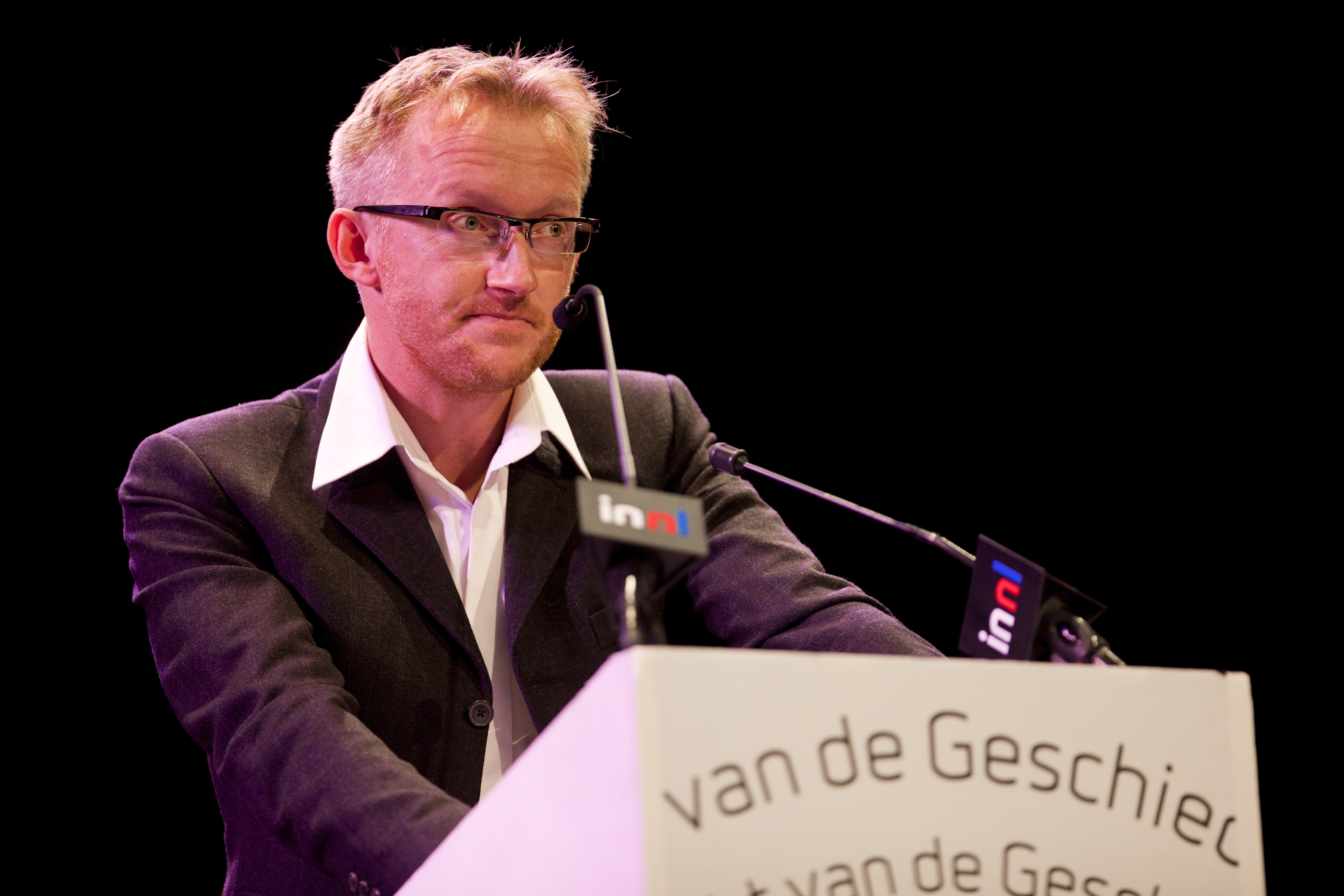
David Van Reybrouck

Un an après le début de la crise politique, 27 citoyens lancent le projet G1000, une initiative de l'ASBL Sommet Citoyen. L'action est, entre autres, menée par trois personnalités flamandes, David Van Reybrouck, Dave Sinardet et Francesca Vanthielen, qui jouent le rôle de porte-paroles du projet. Le G1000 reçoit son appellation d'un Sommet réunissant mille citoyens prévu le 11 novembre 2011. Entre-temps, G1000 se propose de recueillir les propositions des citoyens pour sortir de la crise politique. Parmi les 27 citoyens, on trouve des néerlandophones, des francophones et des germanophones, des artistes, des professeurs d'université, des activistes. Ces citoyens prendront le rôle d'intermédiaire entre la population et les politiciens, et pensent pouvoir fournir des solutions concrètes dès avril 2012.
Contrairement à la plate-forme « Pas en notre nom », le G1000 prend comme point de départ le manque de participation démocratique.
Pour le 13 juin, juste un an après les élections de 2010, le journal flamand De Standaard demande à plusieurs intellectuels flamands d'écrire une lettre à Elio Di Rupo et Bart De Wever. Parmi eux, le chanteur Daan écrit une protest song contre le nationalisme flamand.
Le journal Spirou (journal belge de bande dessinée) sort un numéro spécial « Sauvez la Belgique » daté du 20 juillet 2011 dans lequel les auteurs transcrivent en bande dessinée les problèmes politiques que traverse le pays.